# Autol
Autol település Spanyolországban, La Rioja autonóm közösségben. Autol Alfaro, Grávalos, Quel, Pradejón, Calahorra és Aldeanueva de Ebro községekkel határos. Lakosainak száma 4875 fő (2024).

## Népesség
A település népessége az elmúlt években az alábbi módon változott:
| Lakosok száma | 2187 | 3915 | 4039 | 4359 | 4442 | 4367 | 4507 | 4512 | 4788 | 4875 |
|               | 2001 | 2004 | 2007 | 2009 | 2012 | 2014 | 2017 | 2019 | 2022 | 2024 |